# Kisanet Tedros
Kisanet Tedros   (segle XX) és una emprenedora educativa eritrea.
Es va formar a l'Institut Tecnològic d'Eritrea. El 2011 va fundar una impremta a Eritrea, on va estar fins que el 2016 va marxar del país. La preocupació per les dificultats per ensenyar la llengua i la cultura eritrea als més petits la va portar a fundar l'empresa de creació de continguts Beles Bubu a Kampala el 2019. Amb vídeos que es difonen a través d'un canal de YouTube estan creats per artistes de veu i experts digitals autodidactes d'Eritrea, Uganda i la República Democràtica del Congo. Són vídeos de lliure accés, pensats per a pares que parlen tigrinya i els seus fills d'Eritrea i Etiòpia.
El 2022 va formar part de la llista de les 100 dones més inspiradores per la BBC.